# 1935 год в науке
В 1935 году были различные научные и технологические события, некоторые из которых представлены ниже.

## Достижения человечества
- 1 апреля — Сергей Вернов впервые использовал радиозонды для измерения показания космических лучей на большой высоте до 13,6 км (8,5 мили) с помощью пары счётчиков Гейгера.
- 20 июня — была основана компания «Fujitsu Limited», как «Fuji Tsushinki Manufacturing Corporation» телекоммуникационное подразделение компании «Fuji Electric», крупный японский производитель электроники.
- 29 ноября — Эрвин Шрёдингер в журнале «Naturwissenschaften» предложил мысленный эксперимент по квантовой физике, главным героем которого был кот, впоследствии названный котом Шрёдингера.
- Постановлением СНК СССР № 1818 основан Сталинградский мединститут (сейчас — Волгоградский государственный медицинский университет), одно из старейших учебных заведений города.
- Международным астрономическим союзом окончательно утверждены и больше не будут изменяться границы созвездий.
- Фрицем и Хайнцем Лондонами предложено первое теоретическое объяснение сверхпроводимости.
- Людвик Флек публикует книгу «Возникновение и развитие научного факта: Введение в теорию стиля мышления и мыслительного коллектива».

### Открытия
- 28 февраля — Главным химиком исследовательской лаборатории американской компании «DuPont» У. Карозерсом впервые проведён синтез нейлона (66-монополимер).

## Награды
- Нобелевская премия
  - Физика — Джеймс Чедвик, «За открытие нейтрона».
  - Химия — Фредерик, Ирен Жолио-Кюри, «За выполненный синтез новых радиоактивных элементов».
  - Медицина и физиология — Ханс Шпеман, «За открытие организующих эффектов в эмбриональном развитии».

- Медаль Левенгука
  - Сергей Виноградский (Франция)

## Родились
- 14 января — Юрий Иванович Журавлёв, выдающийся российский математик.
- 21 января — Гладун Анатолий Деомидович, заведующий кафедрой общей физики Московского физико-технического института, доктор физико-математических наук, профессор.
- 1 февраля — Владимир Викторович Аксёнов, лётчик-космонавт СССР.
- 2 февраля — Евгений Павлович Велихов, российский учёный, физик-теоретик, академик и вице-президент РАН, доктор физико-математических наук.
- 24 февраля — Василий Алексеевич Пирко, советский и украинский учёный-историк, профессор (ум. 2012).
- 24 февраля — Илме Риив (эст. Ilme Riiv), эстонский учёный-химик.
- 24 февраля — Хелдур Нестор, эстонский учёный, геолог и палеонтолог.
- 24 февраля — Юдзи Идзири, американский японский исследователь в области бухгалтерского учёта и экономики, профессор, лауреат Зала славы бухгалтерского учёта[англ.].
- 24 февраля — Джозеф Александр Уолкер, афроамериканский драматург и сценарист, театральный режиссёр, актёр и профессор, лауреат премии «Тони» (ум. 2003).[1][2]
- 6 мая — Павел Сергеевич Краснощёков, российский учёный, математик, академик РАН.
- 8 июля — Виталий Иванович Севастьянов, советский космонавт.
- 29 августа — Ласло Гараи (Garai László), венгерский учёный, психолог-теоретик, социальный психолог, создатель венгерской экономической психологии.
- 11 сентября — Герман Степанович Титов, советский космонавт (ум. 2000).
- 18 сентября — Юрий Васильевич Гуляев, российский учёный, физик, академик и член Президиума РАН, профессор, директор Института радиотехники и электроники им. В. А. Котельникова РАН.
- 14 ноября — Виктор Викторович Ивантер, российский экономист, член-корреспондент РАН.
- 23 ноября — Владислав Николаевич Волков, советский космонавт, дважды Герой Советского Союза.
- Юрий Николаевич Караулов, российский языковед, член-корреспондент РАН, член-корреспондент АН СССР.

## Скончались
- 14 апреля — Амалия Эмми Нётер, выдающийся немецкий математик.
- 19 мая — Томас Эдвард Лоуренс, британский археолог и писатель.
- 7 июня — Иван Владимирович Мичурин, российский биолог и селекционер, доктор биологии, заслуженный деятель науки и техники, почётный член АН СССР, академик ВАСХНИЛ.
- 19 сентября — Циолковский, Константин Эдуардович, русский учёный, пионер космонавтики.
- 16 октября — Александр Васильевич Фомин, советский ботаник, исследователь флоры Кавказа.
- 2 декабря — Джеймс Генри Брэстед, американский археолог и историк.
- 13 декабря — Франсуа Огюст Виктор Гриньяр, французский химик, лауреат нобелевской премии по химии (1912).
- Магнус Хиршфельд, известный немецкий врач, сексолог.